# استجابة المملكة المتحدة لوباء كوفيد-19
تتألف استجابة المملكة المتحدة لوباء كوفيد-19 من تدابير مختلفة من قبل مجتمع الرعاية الصحية، والحكومات البريطانية والحكومات المفوضة، والجيش وقطاع الأبحاث.
طوال فترة الوباء، قامت الحكومات البريطانية والحكومات المفوضة بنشر النصائح للجمهور، وسنت العديد من قوانين الصحة العامة بما في ذلك العديد من عمليات الإغلاق، وقدمت الدعم المالي لعدة قطاعات.
جرت تعبئة الجيش البريطاني للمساعدة في الاستجابة للوباء ونفذ عمليات داخل المملكة المتحدة وفي أقاليم ما وراء البحار، على التوالي. كما اتخذت الخدمات الصحية الوطنية لكل دولة إجراءات لتحرير الأسرة والموارد في المستشفيات، وزيادة الموظفين المتاحين، وإنشاء مستشفيات مؤقتة، على الرغم من أن نقص المعدات المحمية الشخصية كان يمثل مشكلة رئيسية في المراحل الأولى من تفشي المرض. تطلبت زيادة القدرة على اختبار كوفيد-19 تعاون وكالات الرعاية الصحية الحكومية ومختلف المختبرات والجامعات والبريد الملكي. شارك قطاع الأبحاث البريطاني في الأبحاث السريرية المتعلقة بلقاح كوفيد-19 وتطوير الأدوية وغيرها من الابتكارات.

## ردود المملكة المتحدة والحكومات المفوضة
استجابةً لوباء كوفيد-19 في المملكة المتحدة، أدخلت حكومة المملكة المتحدة العديد من تدابير الصحة العامة والاقتصادية للتخفيف من تأثيره. يعني التفويض أن الاستجابات الإدارية للدول الأربع للوباء اختلفت؛ أنتجت الحكومة الاسكتلندية والحكومة الويلزية والسلطة التنفيذية لأيرلندا الشمالية سياسات مختلفة عن تلك المطبقة في إنجلترا. سنت أو أدخلت العديد من القوانين خلال الأزمة.
وضعت حكومة المملكة المتحدة خطة استجابة للجائحة في السنوات السابقة. استجابةً للحالات الأولى المؤكدة لـ كوفيد-19 في يناير 2020، قدمت المملكة المتحدة نصائح للمسافرين القادمين من البلدان المتضررة في أواخر يناير وفبراير 2020، وبدأت في تتبع الاتصال، على الرغم من التخلي عن ذلك لاحقًا. أدخلت الحكومة بشكل تدريجي المزيد من القيود المجتمعية على الجمهور مع انتشار الفيروس في جميع أنحاء البلاد في الأسابيع التالية، في البداية قاومت الإجراءات الأكثر صرامة التي أدخلت في أماكن أخرى في أوروبا وآسيا. أعلن رئيس الوزراء بوريس جونسون الإغلاق الوطني الأول في 23 مارس 2020 وأدخل البرلمان قانون فيروس كورونا 2020، الذي منح الحكومات سلطات الطوارئ وسلطات الشرطة لفرض تدابير الصحة العامة.
عندما بدأت الحكومات في رفع نظام البقاء في المنزل على الصعيد الوطني، تباينت السياسات والنهج بين الدول الأربع. اتبعت الحكومة الاسكتلندية بشكل فريد استراتيجية القضاء. في جميع أنحاء البلاد،
أدخلت عمليات الإغلاق المحلية، وإجراءات التباعد الاجتماعي، وقوانين العزل الذاتي لأولئك المعرضين للفيروس والقواعد الخاصة بالكمامات، بالإضافة إلى الجهود المبذولة لتوسيع نطاق اختبار كوفيد-19 وتعقبه. في خريف وشتاء 2020، جرى إدخال المزيد من عمليات الإغلاق على مستوى البلاد استجابةً لارتفاع حالات كوفيد-19 ومتغير ألفا. بدأ برنامج التطعيم ضد كوفيد-19 في ديسمبر 2020. في منتصف عام 2021، رفعت الحكومة معظم القيود خلال الموجة الثالثة التي يقودها متغير دلتا، حتى أعادت خطة الشتاء تقديم بعض القواعد استجابة لمتغير أوميكرون في ديسمبر من ذلك العام. رفعت القيود المتبقية في إنجلترا اعتبارًا من 24 فبراير 2022 بموجب خطة العيش مع كوفيد التي أعلنتها الحكومة في ذلك التاريخ.
قدم الدعم الاقتصادي للشركات المتعثرة ولإجازة الموظفين للتخفيف من الآثار الاقتصادية الشديدة. كما أوقفت عملية الشراء في العقود استجابة لنقص معدات الوقاية الشخصية والمعدات الطبية، والقضايا الرئيسية في الأشهر الأولى من تفشي المرض، ولتطوير تطبيق تتبع جهات الاتصال.
واجهت استجابة حكومة المملكة المتحدة، ولا سيما توقيت إجراءات الصحة العامة التي تقدم وترفع، انتقادات من مصادر طبية أكاديمية ووسائل إعلام وأقارب مرضى كوفيد -19 وشخصيات سياسية مختلفة. من المقرر أن يبدأ تحقيق عام في الرد في عام 2022.

## جيش
في 19 مارس 2020، أعلنت حكومة المملكة المتحدة عن تشكيل فرقة عمل عسكرية، تسمى قوة دعم كوفيد، للمساعدة في الاستجابة للوباء. أطلقت عمليتين عسكريتين، عملية ريسكريبت وعملية برودشير، ووضع 20.000 عسكري على أهبة الاستعداد. كانت هذه المساعدة العسكرية متاحة للإدارات الحكومية والإدارات المفوضة والسلطات المدنية عبر آلية المساعدة العسكرية للسلطات المدنية (MACA).

## استجابة الخدمات الصحية الوطنية
الرعاية الصحية في المملكة المتحدة هي مسألة جرى تفويضها، حيث تمتلك كل من إنجلترا وأيرلندا الشمالية واسكتلندا وويلز أنظمتها الخاصة للرعاية الصحية الممولة من القطاع العام، والتي تمولها الحكومات والبرلمانات المنفصلة وتخضع للمساءلة أمامها. نتيجة لوجود سياسات وقوانين وأولويات كل دولة مختلفة، توجد الآن مجموعة متنوعة من الاختلافات بين هذه الأنظمة.
في وقت مبكر من فبراير 2020، بدأ عمال الرعاية الصحية في الخطوط الأمامية في إثارة مخاوفهم بشأن استعداد المملكة المتحدة للتعامل مع تفشي المرض على نطاق واسع. في 16 مارس، أفادت مجلة Pulse للرعاية الأولية أن الأطباء كانوا يتلقون معدات الوقاية الشخصية منتهية الصلاحية والتي كان تاريخ صلاحيتها لعام 2016 مغطى بملصق يقول2021. ردًا على ذلك، قدمت الحكومة طمأنة أن هذا كان آمنًا. في وقت سابق من الشهر، ردا على مسح لقراء Pulse، أفاد اثنان من خمسة أطباء عامين أنهما ما يزالان لا يملكان معدات الوقاية الشخصية لحمايتهما من فيروس كورونا. وقد أثيرت بعض هذه المخاوف مع جونسون خلال أسئلة رئيس الوزراء، والتي رد عليها رئيس الوزراء بأن المملكة المتحدة لديها مخزونات من معدات الوقاية الشخصية. في نفس اليوم، أفادت جمعية الأطباء في المملكة المتحدة (DAUK) أن موظفي NHS شعروا أنهم معرضون للخطر بسبب نقص معدات الوقاية الشخصية.
في 22 مارس، في رسالة مع 3963 توقيعًا بتنسيق من جمعية الأطباء في المملكة المتحدة نُشرت في The Times، طلب موظفو NHS من جونسون حماية حياة المنقذين وحل ما اعتبروه غير مقبول نقص في معدات الحماية. في 23 مارس، في محاولة لتلبية الطلب وبسبب المخاوف بشأن زيادة عدد الممرضين الذين أصبحوا مرضى بعد التعرض للفيروس، طلبت NHS من متاجر DIY التبرع بمعدات الوقاية الشخصية لاستخدامها من قبل موظفي NHS. أثار العاملون في مجال الرعاية الصحية في الخطوط الأمامية مخاوف من أنهم أجبروا على الحصول على معدات الوقاية الشخصية الخاصة بهم من سكروفيكس. قال هانكوك إن هناك تحديات في توفير معدات الوقاية الشخصية لموظفي NHS، وقال إنه تم شراء مليون قناع في نهاية هذا الأسبوع. في اليوم التالي، قالت الحكومة إن هناك ما يكفي من معدات الحماية الشخصية لكل من يحتاجها في NHS؛ وقد تناقض هذا مع الكلية الملكية للتمريض، والجمعية الطبية البريطانية (BMA)، وجمعية الأطباء في المملكة المتحدة التي حذرت من أنه بدون معدات الوقاية الشخصية الكافية، سيموت الأطباء.